# Phoenicoprocta auriflua
Phoenicoprocta auriflua är en fjärilsart som beskrevs av Max Wilhelm Karl Draudt 1915. Phoenicoprocta auriflua ingår i släktet Phoenicoprocta och familjen björnspinnare. Inga underarter finns listade i Catalogue of Life.